# 大湖瀑布国家公园
大湖瀑布国家公园（瑞典語：Stora Sjöfallets nationalpark）是位於瑞典北部北博滕省的一個國家公園。大湖瀑布国家公园面積達1,278 km2（493 sq mi），是瑞典面積第三大的國家公園，距北極圈大約有20 km（12 mi）。大湖瀑布国家公园設立於1909年，是世界自然遺產拉普人居住区的一部分。

## 外部連結
- 大湖瀑布国家公园 （页面存档备份，存于）